# Eichenau
Eichenau település Németországban, azon belül Bajorországban. Lakosainak száma 11 765 fő (2023. december 31.). Eichenau Emmering és Alling községekkel határos.

## Népesség
A település népessége az elmúlt években az alábbi módon változott:
| Lakosok száma | 5650 | 8469 | 11 621 | 11 659 | 11 744 | 11 912 | 11 907 | 11 894 | 11 867 | 11 765 |
|               | 1970 | 1975 | 2011   | 2012   | 2014   | 2015   | 2017   | 2019   | 2022   | 2023   |